# Dermogenys orientalis
Dermogenys orientalis är en fiskart som först beskrevs av Weber, 1894.  Dermogenys orientalis ingår i släktet Dermogenys och familjen Hemiramphidae. Inga underarter finns listade i Catalogue of Life.